# Myggbukta
Myggbukta (Myggebugten) var en norsk fangst-, vejr- og radiostation (Myggbukta Radio/LMG) på den grønlandske østkyst, som blev oprettet i 1922 og blev forladt i 1959. Stationen er beliggende ved Mackenzie fjorden og er i dag er en del af Grønlands Nationalpark. Stationen blev kendt som stedet, hvor 5 nordmænd i 1931 okkuperede Østgrønland og kaldte det for ”Eirik Raudes Land”.

## Bebyggelsens historie
Geofysisk Institut i Tromsø, som stod for vejrmeldinger til Nordnorge og ville gerne lave vejrmeldinger for hele Nordatlanten. De undersøgte derfor mulighederne for at placere vejrstationer rundt omkring i området. De fandt ud af, at den norske fangstskipper Johan A. Olsen planlagde en fangstrejse i 1922 til Østgrønland og de lavede en aftale med ham, så han fik materialer og bl.a. en radiotelegrafist, Helge Listerud, med på rejsen. I sommeren 1922 nåede hans lille skib med en samlet besætning på 7 mand frem til  Mackenzie fjorden. Her opførte de den første lille primitive bygning, som vel nærmest var en jordhytte. Den var 7 m × 4 m i omkreds, hvor de 4 m × 4 m var en stue, resten var lager og udhus. Huset blev bygget med to lag brædder og pap, og blev udvendigt dækket med jord og tørv. Listerud kunne begynde at sende vejrmeldinger og etablerede dermed den første trådløse kontakt mellem Grønland og omverdenen. De kaldte stedet for Myggbukta med henvisning til det meget store antal myg i området.
Efter at stationen blev bygget var den kun i brug i et enkelt år. Johan A. Olsen og hele besætningen inklusive Listerud, forsvandt på vej tilbage til Norge i august 1923. Eftersøgningen efter deres skib i både 1923 og 1924 forblev nyttesløs.
Det skib, der i 1923 skulle have sendt nye folk til stationen, kunne ikke nå frem på grund af pakisen. I 1924 blev hytten repareret af den norske eftersøgningsekspedition ledet af Gunnar Isachsen, men stationen blev først egentlig bemandet igen i 1926, hvor vejrvarslingerne blev genoptaget. I 1930 overtog Arktisk Næringsdrift A/S hytten og driften af radioen. Samtidig opførte man et helt nyt stationshus og installerede en ny kortbølge radio.

### Okkupationen
Adolf Hoel og Gustav Smedal var ledende skikkelser  i de norske bestræbelser for øget indflydelse i arktis. De frygtede at den Den danske Treårsekspedition til Østgrønland 1931-34 ville blive den afgørende faktor, der ville tippe spørgsmålet om Østgrønlands tilhørsforhold til Danmarks fordel. De sendte den 26. juni 1931 et kodet telegram til Hallvard Devold, der i 1931 ledede den norske ekspedition på Myggbukta. De skrev bl.a. at der i Norge var en stærk stemning for at iværksætte en okkupation, men at statsmagten nøler. Derfor opfordrede de til, at Devold hurtigst muligt skulle hejse det norske flag og proklamere, at man nu i kong Haakons navn okkuperede området mellem Carlsberg Fjord og Bessel Fjord. Samtidig skulle han omgående telegrafere til den norske statsminister og orientere ham om okkupationen og anmode ham om at inddrage området under den norske stats højhedsret. 
Det var præcis det, som Devold gjorde dagen efter, den 27. juni 1931 kl. 5 om eftermiddagen. Det er uklart om de øvrige 4 tilstedeværende nordmænd på Myggbukta kendte noget til planen på forhånd, men Devold havde forfattet følgende tekst, som de alle underskrev:
Idag kl. 5 eftm. har vi heist det norske flagg og tatt landet fra Carlsbergfjorden i syd til Besselfjorden i nord i besiddelse i H.M. Haakon den 7.'s navn, og kaldt dette område ”Eirik Raudes Land.”
Myggbukta 27. juni 1931
Sign:Halvard Devold, Ingvald Strøm, Søren Richter, Eilif Herdal, Thor Halle.
Halle skrev i sin dagbog, at fordi handlingen krævede at den senere blev anerkendt af regeringen, havde Devold krævet, at de alle skulle skrive under, for som Devold sagde: ”Jeg vil ikke være alene om det går galt”.
Den norske regering accepterede okkupationen den 10. juli 1931 og lykønskningerne strømmede ind fra hele Norge. Hallvard Devold fik tildelt norsk politimyndighed.
Uanset de politiske uenigheder mellem Danmark og Norge om Østgrønland, var der dog ikke problemer mellem folkene på stedet. Devold anfører om et besøg i på Myggbukta i 1932 fra nogle af deltagerne i den danske Treaårsekspedition, at de var nogle gemytlige og vittige karle, som var hyggelige at have som gæster: ”Offisielt var vi rigtignok fiender i den pågående strid mellem våre respektive land, men i ødemarken kan man ikke tage slike hensyn”.
Myggbukta kom til at fungere som en slags ”provinshovedstad” for de norske aktiviteter i Østgrønland. I 1932 blev der bl.a. udpeget et landingsområde for fly tæt ved ved Myggbukta (Balås Flyveplass), som dannede udgangspunkt for norsk luftfotografering og kortlægning.
Den norske okkupationen ophørte i 1933 efter at sagen fandt sin løsning ved Den Faste Domstol for Mellemfolkelig Retspleje, hvorefter Norge anerkendte dansk overhøjhed over hele Grønland.

### Fortsat norsk tilknytning
Danmark og Norge havde allerede i 1924 indgået en særlig aftale om udnyttelsen af ressourcerne i Østgrønland og uanset udfaldet af sagen ved den Faste Domstol, videreførte man Norges rettigheder i henhold til aftalen. Det betød at norske fangstmænd uhindret kunne fortsætte aktiviteterne, herunder også med radio- og meteorologiske stationer, som alene på grund af krigen blev afbrudt i perioden 1942-46. Aftalen mellem Danmark og Norge blev efter 2. verdenskrig forlænget i en yderligere periode som betød, at de norske aktiviteter på Myggbukta fortsatte helt frem til 1959, hvor Arktisk Næringsdrift A/S stoppede sin virksomhed. Det norske meteorologiske institut havde ikke længere brug for Myggbukta, og Søren Richter, der i 1931 havde været med til at hejse det norske flag som led i okkupationen, fik den 22. august 1959 lov til at ”stryge flaget”. 

## Eftertiden
Myggbukta begyndte at forfalde efter at nordmændene havde forladt området. Først omkring 1980 begyndte ekspeditioner jævnligt på grund af det varierede dyreliv at komme til området og foretog enkelte reparationer. Der blev foretaget gennemgribende istandsættelser i 1999, 2002 og 2011 af forskellige hold tilknyttet den frivillige organisation NANOK (Nordøstgrønlands Kompagni NANOK). Husene på Myggbukta fremstår nu i velholdt stand, og kan fx benyttes som rejsehus eller som udgangspunkt for videnskabelige ekspeditioner.